# 第一撃
第一撃能力（だいいちげきのうりょく、英語: first strike capability）とは、核戦略または核抑止論における用語で、核兵器を用いた圧倒的な先制奇襲攻撃で相手国の軍事力を無力化する能力である。一般的な攻撃目標は、戦略兵器施設（ミサイルサイロ、核搭載航空機の空軍基地、戦略原潜基地）、指揮統制施設、核弾頭貯蔵施設などの軍事施設であり、その攻撃は対兵力（英語: counterforce）攻撃と呼ばれる。第一撃は核の先制使用とは異なる概念である。